# 第二次ドネツク空港の戦い
第二次ドネツク空港の戦い（だいにじドネツクくうこうのたたかい、英語: Second Battle of Donetsk Airport）は、ウクライナ東部紛争（ドンバス戦争）の一部として2014年9月28日から2015年1月21日までの間、ドネツク国際空港において、ドネツク人民共和国に支援された分離主義勢力とウクライナ軍・義勇兵勢力の間で行われた戦いである。ミンスク議定書による停戦合意が2014年9月5日から発効されたにもかかわらず、この戦いは始まった。2014年5月の第一次ドネツク空港の戦いにより、空港はウクライナ軍が奪還したが、ドネツク市の大部分は分離主義勢力に占領されていた。空港は対峙する分離主義勢力とウクライナ軍の陣地の中間にあった。2015年1月21日、分離主義勢力がウクライナ軍の陣地を蹂躙し、残存部隊を潰走させて勝利した。

## 戦闘経過
2014年9月5日にミンスク議定書が調印されたが、ドネツク国際空港ではドネツク人民共和国軍とウクライナ軍の間で散発的な小競り合いが続き、9月23日には空港近くで機関銃と砲迫の射撃が報告された。9月25日に取材を受けたドネツク人民共和国軍の匿名の情報将校によれば、「彼らが攻撃したとき、我々は彼らに自分たちの位置を示した。彼らは十分に武装し、T-64戦車と多連装ロケット発射機を保有していた。我々はそれらに対抗する手段を持っていなかった。」
彼がさらに語ったところによると、ドネツク国際空港はドネツク人民共和国にとって「ひどい頭痛の種」であった。空港は分離主義勢力が支配するドネツク市中心部の北側に位置し、ウクライナ軍にとって「好都合で有利な地点」で、砲迫火力によってドネツク人民共和国軍の陣地を狙うことが出来た。両者による「報復」の応酬は9月25日以降にさらに深刻となった。

### 緒戦（2014年9月-10月）

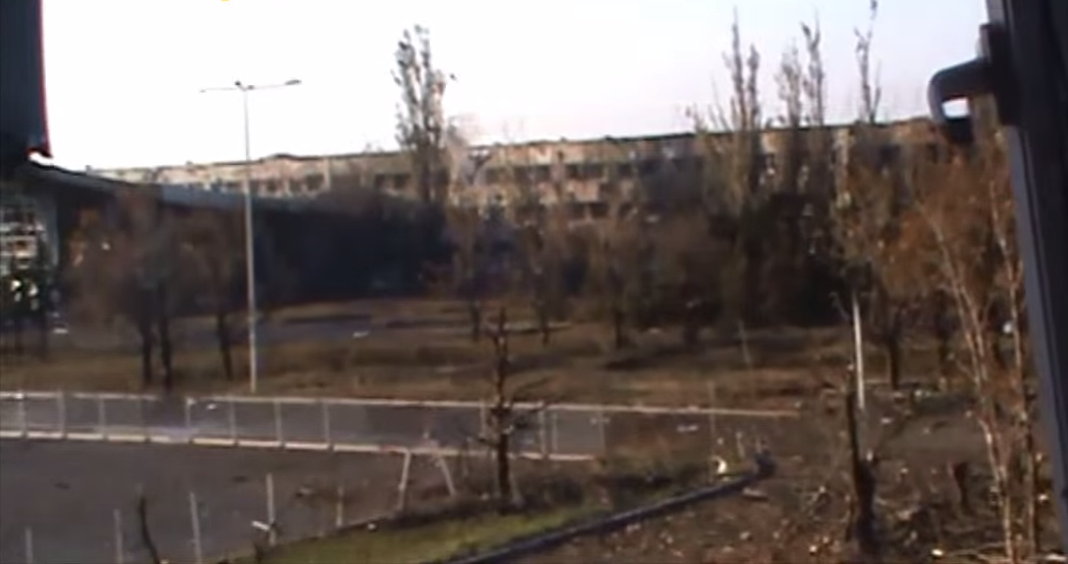
2014年10月、旧ターミナルを攻撃するスパルタ大隊

ドネツク人民共和国軍は9月末にドネツク国際空港の奪回作戦を開始した。
9月28日、停戦発効以降、最悪の衝突が起こり、ウクライナ軍兵士9名が死亡し、27名が負傷した。うち、7名の死者は乗車していた装甲人員輸送車が戦車砲の直撃を受けたことによるものだった。欧州安全保障協力機構（OSCE）の監視員は空港周辺への激しい砲弾の弾着を報告した。このとき、ドネツク人民共和国軍は空港を見渡せる管制塔区域に衛生所、集結地及び砲兵観測所を含む陣地を構築した。
9月29日、午前6時15分（ウクライナ時間）、ドネツク人民共和国軍はBM-21 グラート自走多連装ロケット砲による集中射撃を開始した。ドネツク人民共和国の指導者アレクサンドル・ザハルチェンコによれば、その集中射撃は、政府軍によるドネツク市中心部への迫撃砲射撃に対する報復であった。ドネツク人民共和国軍は空港への砲迫火力を発揮するため、住宅近傍に陣地を配置した。
10月1日、ウクライナ軍と分離主義勢力は砲迫火力の応酬を続け、空港近くのキーウスキー地区（Kyivskiy）の学校とバス停留所が砲撃された。学童は負傷しなかったが、民間人10名が死亡した。アムネスティ・インターナショナルのジョアン・マリナーが語ったところによれば、「その事件の責任が誰にあったのかは一概に言えない。空港のウクライナ軍は住宅地を攻撃していたが、ドネツク人民共和国軍もまた、住宅地に砲兵を配置し射撃して、明らかに戦時国際法に矛盾していた。」
同日、戦車に支援されたドネツク人民共和国軍は空港に前進を開始し、数か所の格納庫、燃料貯蔵地域及びそれらに付属する建物を占領した。ドネツク人民共和国軍は占領した建物を砲兵陣地として使用し、ウクライナ軍陣地を砲撃した。ドネツク人民共和国軍は前進し続け、管制塔、警察署、ホテルを確保したが、それ以上は進撃できなくなった。 
10月2日、砲撃の応酬は続き、ウクライナ政府は、この状況は「困難」であると認識していた。
10月3日、激しい砲撃が続く中、ドネツク人民共和国軍は空港をさらに圧迫した。武装勢力は発煙弾の煙に隠れながら空港の旧ターミナル建屋に侵入した。ウクライナ軍の報道官によると、武装勢力の前進は「ロシアのドローン」に支援されていた。武装勢力の戦車はウクライナ軍の主陣地がある新ターミナル建屋に戦車砲を向けた。しかし、ウクライナ軍は旧ターミナル建屋の半分から武装勢力を排除することに何とか成功し、その前進を阻止した。ウクライナ軍はこの戦闘によってドネツク人民共和国軍の戦車2両を破壊し 、戦闘員12名を殺害した。ウクライナ軍幹部によると、ドネツク人民共和国軍にとって、9月5日の停戦合意以来、一回の戦闘における最大の損失数であった。この戦闘で右派セクターからの2名を含むウクライナ軍兵士4名が死亡した。
10月9日、ドネツク人民共和国軍は空港の大部分を占領しようと攻撃したが、ウクライナ軍はそれを撃退した。この攻防戦において、空港近くの地区に砲弾が落ち、少なくとも民間人5名が死亡した。
10月19日、ウクライナ軍とドネツク人民共和国軍の戦闘は激しさを増し、砲弾によって6名が負傷した。 
10月20日、空港近くの化学工場への砲撃によって大きな爆発が起こり、ドンバス・アリーナが損傷し、ドネツク中の建物に被害が出た。ドネツク人民共和国当局は、ウクライナ軍がOTR-21 トーチカ自走戦術弾道ミサイルを使用してその爆発を引き起こしたと発表した。しかし、ウクライナ政府はこれを否定している。 
空港のウクライナ兵士は絶え間ない包囲攻撃によって、コンクリートの壁の後ろに隠れなければならなかった。空港にいたあるウクライナ兵士によると、ドネツク人民共和国軍は空港建屋の下にある地下通路を利用して浸透してきた。ウクライナ軍は管制塔と旧ターミナル建屋を確保していた。
10月28日までに、新ターミナル建屋は、3階以下を除いてすべて倒壊し、「煤けた骨組み」だけとなった。ウクライナ軍は空港の地上と1階部分を占領し、一方ドネツク人民共和国軍は2階と地下通路を占領していた。建屋はブービートラップと瓦礫だらけとなり、「猫とネズミの閉所恐怖症ゲーム」の中でウクライナ軍とドネツク人民共和国軍は戦っていた。ロサンゼルス・タイムズの記事によると、ドネツク人民共和国軍が継続的に空港を砲撃し、分離主義勢力の地上部隊が新ターミナル建屋のウクライナ軍を少なくとも一日に一度は攻撃した。滑走路は使用不能となり、破壊された装甲車両が置かれていた。また、新ターミナル建屋の「全ての窓ガラスは粉砕され、全てのドア、壁、天井には銃弾と砲弾の痕があった。」

### 膠着(2014年11月-12月)
11月11日、ウクライナ政府のドンバス軍事作戦の代表者は、新ターミナルから全ての分離主義者を排除し、3つのウクライナ国旗がそこに掲げられていると発表した。空港でドネツク人民共和国軍と戦っていた親ウクライナ義勇兵組織の右派セクター領土防衛大隊は、ウクライナ陸軍が空港を確保したので部隊を出発させたと発表した。
11月16日-17日の夜、両者の間で短い停戦が合意された。ウクライナ軍報道官によると、この合意は、ドネツク人民共和国軍に対して、空港から死傷者を後送することのみを許可するものだと発表した。
11月17日朝、激しい砲迫による攻撃が再び空港を襲った。
12月1日、ウクライナ国家安全保障・国防会議（NSDC）報道官アンドリー・ライセンコは、ロシア軍特殊部隊が空港のドネツク人民共和国軍を支援していると発表した。空港の戦況を沈静化させるために、ウクライナ軍のウラジミール・アスカロフ中将とロシア軍のアレクサンドル・レンツォフ中将は停戦を議論する会議の開催に合意した。
12月2日、概括的な停戦が発表された。レンツォフ中将は、その会議において、ドネツク地域でミンスク議定書の履行を調整するための軍事共同統制センターの創設について議論したと発言した。そのセンターはロシア、ウクライナ及び欧州安全保障協力機構の代表者を含むことを想定していた。

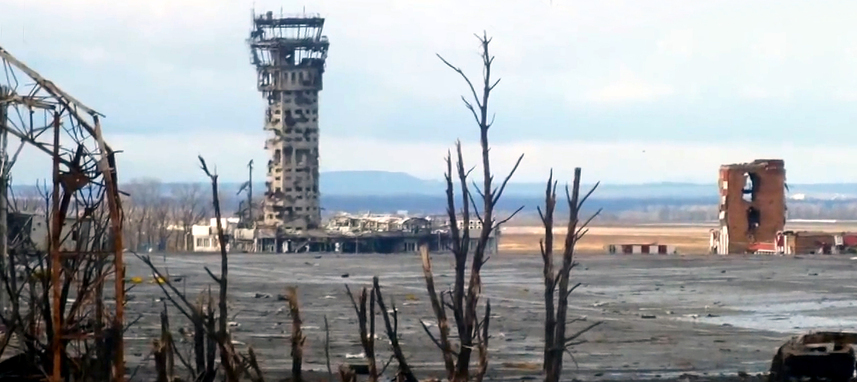
2014年12月、損傷した管制塔。この後、完全に破壊された。

12月5日、停戦を破ってドネツク人民共和国軍が激しい砲撃を開始したため、ウクライナ軍は旧ターミナル建屋を離れたが、新ターミナル建屋の陣地は保持し続けた。このとき、旧ターミナル建屋が空港の主戦場になったと報告されている。ウクライナ軍が敵の地上移動を観測するために使用していた空港管制塔はウクライナ軍が占領し続けた。管制塔はドネツク人民共和国軍の砲兵により継続的に砲撃されていた。空港近傍の、ウクライナ軍が占領していたピスキー村（Pisky）は、完全に破壊され「スターリングラード」のようになった。右派セクター領土防衛大隊によれば、空港への唯一の補給路（「命の道」）を守るためにピスキー村は使われた。
12月中、空港を占領するウクライナ軍の部隊交代があった。そのような部隊交代は欧州安全保障協力機構によって監督された。加えて、欧州安全保障機構の監視下で、ドネツク人民共和国軍はその部隊交代を支援し、ウクライナ軍の人員と補給品の運搬を助けた。時折、銃撃戦が報告されたが、欧州安全保障機構は部隊交代は「円滑に進んだ」と述べた。それは、両者の指揮官が、部隊交代間の砲迫及び小火器射撃停止の合意に達したからである。
12月29日、ドネツク人民共和国軍がウクライナ軍陣地を再び攻撃し、激しい戦闘となった。戦闘で3名のウクライナ軍兵士が死亡し、14名が負傷した。
12月31日、ドネツク人民共和国軍は、以前保持していた陣地を奪回した。ドネツク人民共和国軍はピスキー村を3方向から攻撃した。ウクライナ軍は「陣地を確保している」と語った。欧州安全保障機構の監視員はピスキー村がウクライナ軍の占領下にあるが、ドネツク人民共和国軍が村の入り口の南にある「ボルボ・センター」を占領したと報告した。

### 最終決戦とウクライナ軍の撤退(2015年1月)

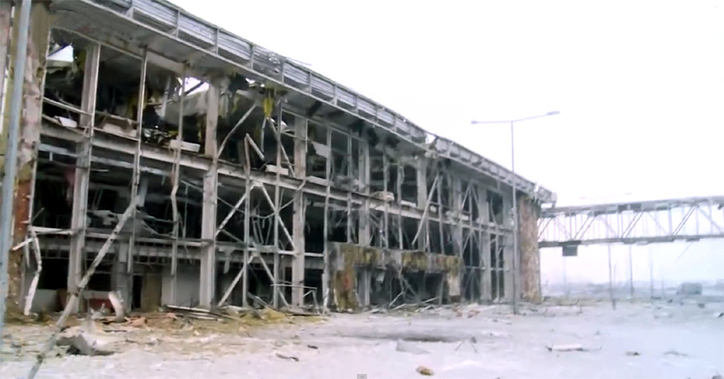
廃墟と化した新ターミナル

2015年1月12日、ウクライナ軍はドネツク人民共和国軍が占領する旧ターミナル建屋を攻撃したが失敗した。
1月13日、ウクライナにいる欧州安全保障機構の監視任務のリーダーは空港の状況は「著しく悪化」していると述べた。ウクライナ政府関係筋によると、空港を防衛しているウクライナ軍はドネツク人民共和国軍から最後通牒を突きつけられ、もしウクライナ軍が17時（現地時間）までに撤退しなければ、「全滅させる」と告げられた。 ウクライナ軍は撤退せず、ドネツク人民共和国軍は激しい砲撃を行った。この砲撃によって管制塔は倒壊した。管制塔の倒壊と同時に、ドネツク人民共和国軍は新ターミナル建屋から400メートル以内にいた。あるウクライナ兵士は、「ドネツク人民共和国軍の砲撃がターミナルを一掃し、ドネツク人民共和国軍は支援のないウクライナ軍をいとも簡単に撃破した」と語った。後にウクライナ軍は砲迫火力によってドネツク人民共和国軍の攻撃を遅滞させた。
1月14日、ドネツク人民共和国軍はウクライナ軍を押し戻し、新ターミナル建屋の3分の1を確保した。
1月15日、ドネツク人民共和国当局は、空港を完全に占領したと発表した。AP通信のレポーターは新ターミナル建屋にドネツク人民共和国の国旗がはためくのを確認した。しかし戦闘は続き、ウクライナ政府関係筋はターミナルを失ったことを否定した。あるウクライナ兵士が語ったところによると、ウクライナ軍はたった一つのホールに立てこもっており、戦車の砲撃に晒されていた。ドネツク人民共和国の指導者アレクサンドル・ザハルチェンコは声明を出し、空港の確保は、2014年夏にウクライナ軍によって奪取された領土を奪回するための第一段階であると述べた。彼は、空港の確保に関して、「同郷人にこれを聞かせよう。私たちは私たちの土地を絶対に諦めない。私たちはそれを平和的に取り戻すか、それともそのようにするかただ一つである。」と述べた。ウクライナ軍は空港からの「撤退命令はない」と述べた。そしてドネツク人民共和国議会議長アンドレイ・パージンは、ドネツク人民共和国軍はターミナル建屋を占領したが、「ウクライナ軍が潜伏できる場所が多数あるため」戦闘は続いていると述べた。その夕方、ウクライナ軍は逆襲し、建屋1階を奪回した。しかし、ドネツク人民共和国軍は2階と地下を占領し続けた。

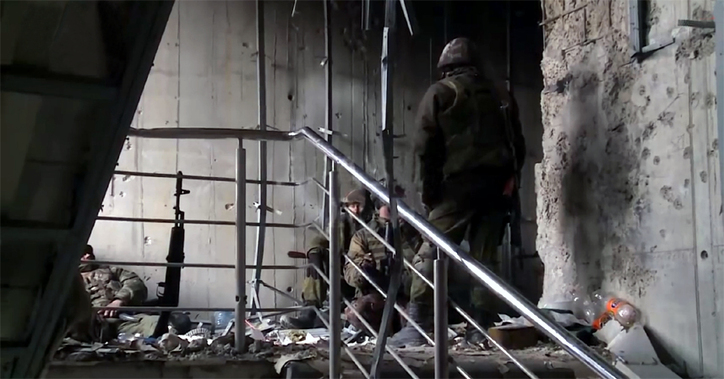
1月16日、新ターミナル、ソマリア大隊の戦闘員

1月17日-18日のウクライナ軍の軍事作戦によって、ウクライナ軍は空港の大部分を奪回した。ウクライナ国家安全保障・国防会議の報道官によると、その作戦によってミンスク議定書で決定された境界線まで領域を回復した。したがってこの作戦は議定書に違反しているわけではない。この作戦によって戦闘はドネツク市中心部へ拡大し、空港との境界にある住宅地も砲撃された。ドネツク人民共和国軍当局は、空港と市中心部を結ぶPutylivskiy橋でウクライナ軍を阻止したと発表した。戦略的に重要なその橋は戦闘によって破壊された。欧州安全保障機構の監視員はドネツクのキーウスキー、キロフスキー、ペトロフスキー及びヴォロシロフスキー地区の住宅地が砲撃によって大きく損傷したことを報告した。
1月19日、両者が空港の占領を主張していた。ドネツク人民共和国当局はウクライナ軍の逆襲によって16名が死亡し、62名が負傷したことを認めた。その日、反政府軍はウクライナ兵士が立てこもる新ターミナル建屋1階の天井を爆破し崩壊させた。その崩壊によって多くのウクライナ兵士が負傷した。空中機動旅団長エフゲニー・モイスク大佐によれば、その爆破はロシア正規軍によって仕掛けられたものであった。彼によると、反政府軍の通信を傍受したところ、「反政府軍が話した言語、アクセント、専門用語、語彙は全てロシア方言のロシア語であり、ウクライナ方言のロシア語ではなかった。」その夕方、空港の近くで包囲されたウクライナ軍のあるグループは、1名が死亡したものの、何とか空港へたどり着いた。
1月20日、ウクライナ軍が占領するピスキー村にいたポーランド人ジャーナリストは空港がドネツク人民共和国軍にほぼ占領されたと報告した。また、逆にピスキー村がドネツク人民共和国軍に占領されたという事実は否定した 。その夕方、ウクライナ国防省は、ドネツク人民共和国軍が滑走路を爆破したと発表した。この時、空港の戦闘で負傷した100名以上の兵士が後送された。
1月20日、ウクライナ軍は反政府軍を押し戻すために空港を取り囲もうとした。ウクライナ軍とドネツク人民共和国軍が空港から離れて戦闘している中、反政府軍は新ターミナル建屋の1階と2階を急襲した。ウクライナ軍部隊は新ターミナルの1階フロアで耐え続けた。15時30分（東ヨーロッパ時間）、分離主義者はウクライナ軍の真上の2階フロアを爆破し、これによって幾人かのウクライナ軍兵士が死亡して戦闘は転回点を迎えた。
1月21日、残存するウクライナ軍は、射殺されるか、捕虜になるか、又は撤退を余儀なくされた。ドネツク人民共和国軍はウクライナ軍を圧倒した。ある義勇兵によると、ウクライナ兵士37名が死亡した。戦闘間、右派セクター指揮官のドミトリー・ヤロシはピスキー村のBM-21自走多連装ロケット砲による砲撃で負傷し、戦場外へ後送された。ドネツク人民共和国国防省の報道官は、数日間、主要ターミナル建屋の瓦礫の下で生き埋めとなっていたウクライナ兵士16名を捕虜とし、治療したと発表した。1月21日、ウクライナ大統領ペトロ・ポロシェンコは、ロシアがドンバスに兵士9,000名以上、戦車500両以上、砲兵部隊及び装甲人員輸送車を展開させたと発表した。デイリー・テレグラフの記事によると、ロシアは、ウクライナ軍がドネツク国際空港の支配権を奪回しそうになったために、軍を展開させ、その武力と人的戦闘力をもって、空港のウクライナ軍を打倒した。空港の損失はウクライナ軍にとって「破滅的」で「大打撃」であると評された。
戦闘後、分離主義者の戦闘員は、空港で捕虜にしたウクライナ兵士をドネツク市中心部のバス砲撃事件の現場に連れて行き晒し者にした。通行人はその捕虜を罵り、損傷したバスの破片を投げつけた。

## 戦闘の意義
ウクライナ軍にとってドネツク国際空港を占領することに戦略的価値があったのかは疑問視されていた。2014年9月初め、ウクライナ議会Dmytro Tymchuk議員は、空港を破壊し、ウクライナ軍をより防御が容易な位置まで後退させるべきだと提案した。Tymchuk議員は、空港を破壊する理由について、既に空港が戦闘で使用不可能となっており、ロシアがドネツク人民共和国を支援するために空港を利用することが極めて脅威であると述べた。さらに空港の北にある森林地域は、空港内の開豁地の中にある建物よりも防御が容易だろうと述べた。
同様に、分離主義勢力にとっての空港の価値にも疑問があった。ドネツク人民共和国軍は航空機又は航空兵器を保有しておらず、空港の滑走路は砲弾で使用不可能となっていた。さらに、戦闘の終盤、ウクライナ軍は滑走路の南西すぐ近くのピスキー村に撤退していた。それは空港がウクライナ軍の射程内に入っていることを意味していた。おそらく、ドネツク人民共和国軍が空港に拘った軍事的理由は、この後に実施されるマリウポリへの攻撃のために、マリウポリ近くにいた親ウクライナのアゾフ連隊を牽制するためであったと推察される。

## 「サイボーグ」
戦闘の間、空港を守るウクライナ兵士はサイボーグ（ウクライナ語: кіборг)と呼ばれた。当初、その言葉は兵士たちがオンライン上で使い始め、その後ウクライナのメディアに広まった。この言葉は、ウクライナ兵士が狭苦しい所で支援も無く、ほとんど睡眠もとらずにドネツク人民共和国軍の絶え間ない攻撃を阻止し続けたことから、まさにSFにあるサイボーグのように「半分機械の不滅の人」、「超人」という意味で使われた。このサイボーグたちは、ウクライナの神話の一つとなり、多くのウクライナ人の間で、伝説的な美談として注目された。通常、「サイボーグ」という言葉は、第3スペツナズ連隊、第93独立機械化旅団、第79独立空中機動旅団、第17独立戦車旅団及びウクライナ義勇軍団に使われる。
2017年12月7日に、ウクライナ軍のサイボーグを取り上げた映画『ソルジャーズ ヒーロー・ネバー・ダイ』が公開された。映画は、公開週に興行収入（US $ 302,000）でトップとなった。

## ギャラリー

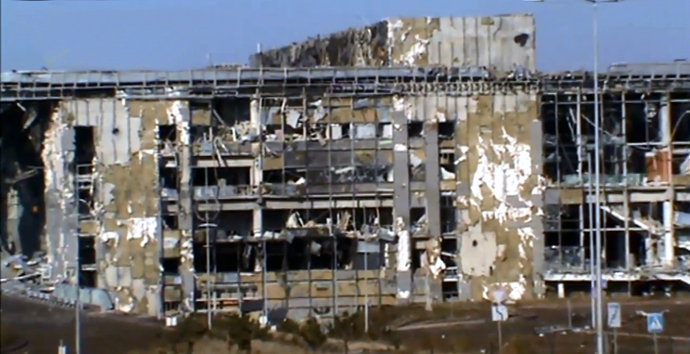
廃墟となった新ターミナル(2014年10月)
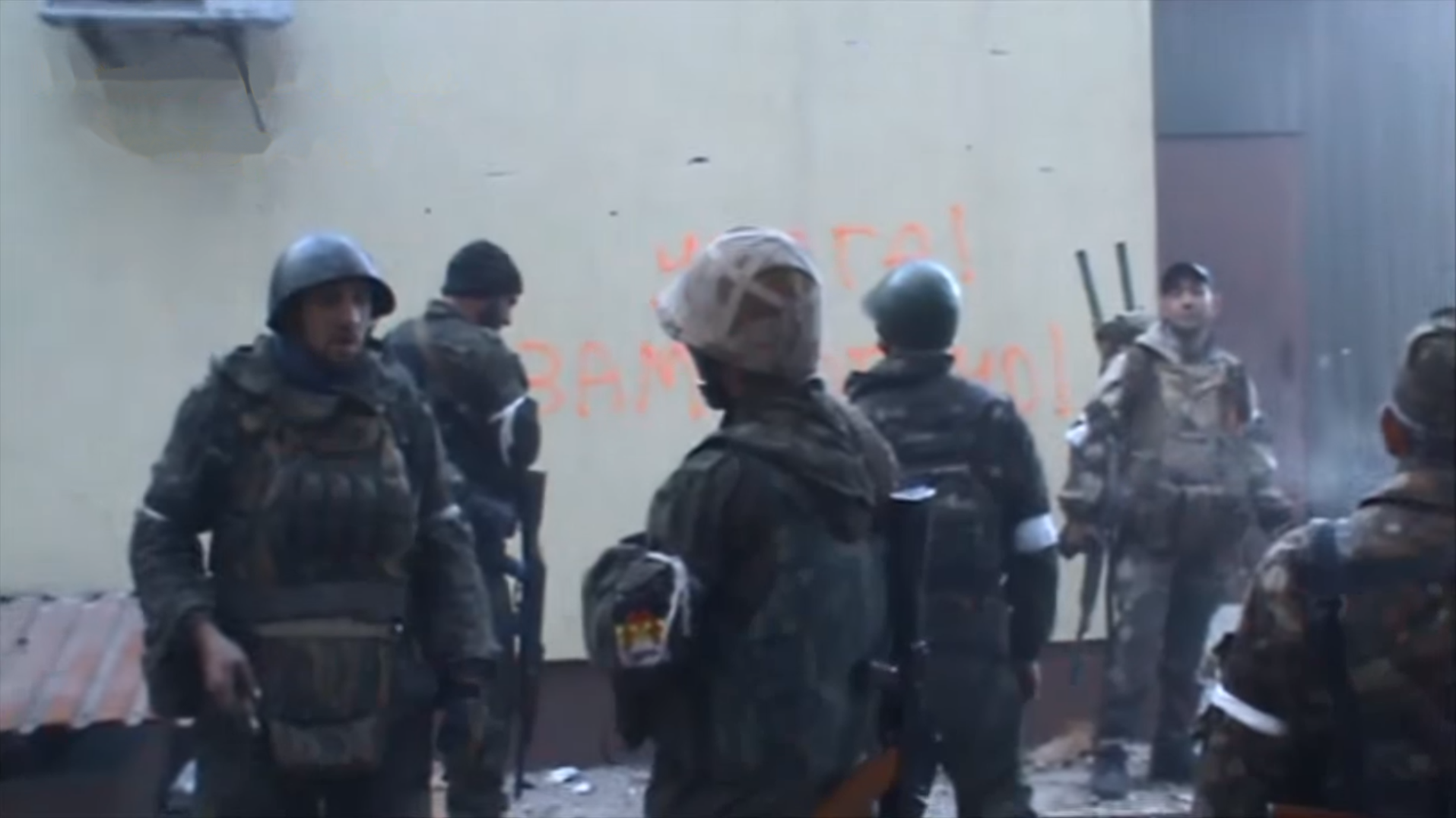
小休止中のスパルタ大隊(2014年10月)
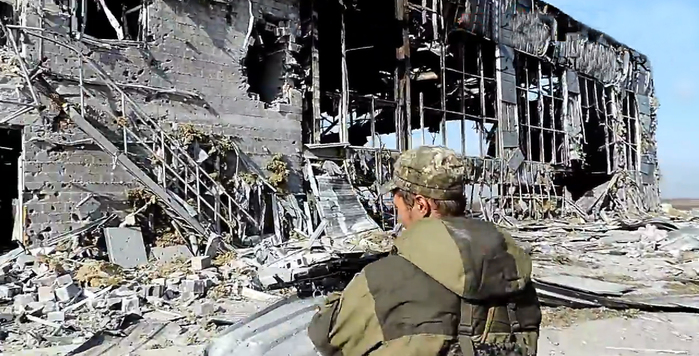
大きく損傷した地区のソマリア大隊の戦闘員(2014年10月)
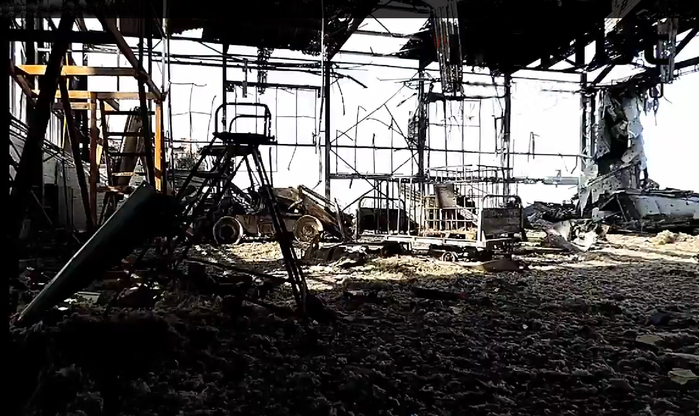
旧ターミナルの損傷した建物(2014年10月)
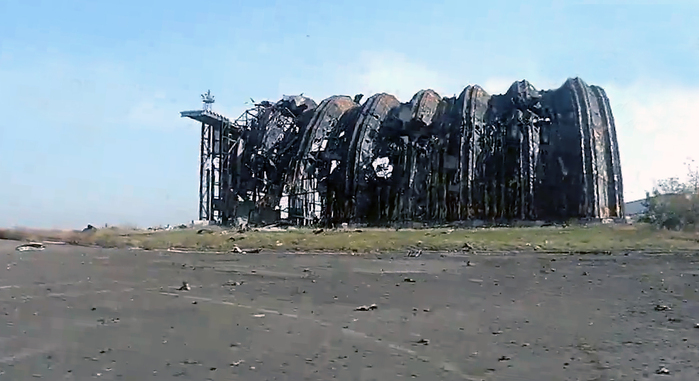
旧ターミナルの損傷した格納庫(2014年10月)
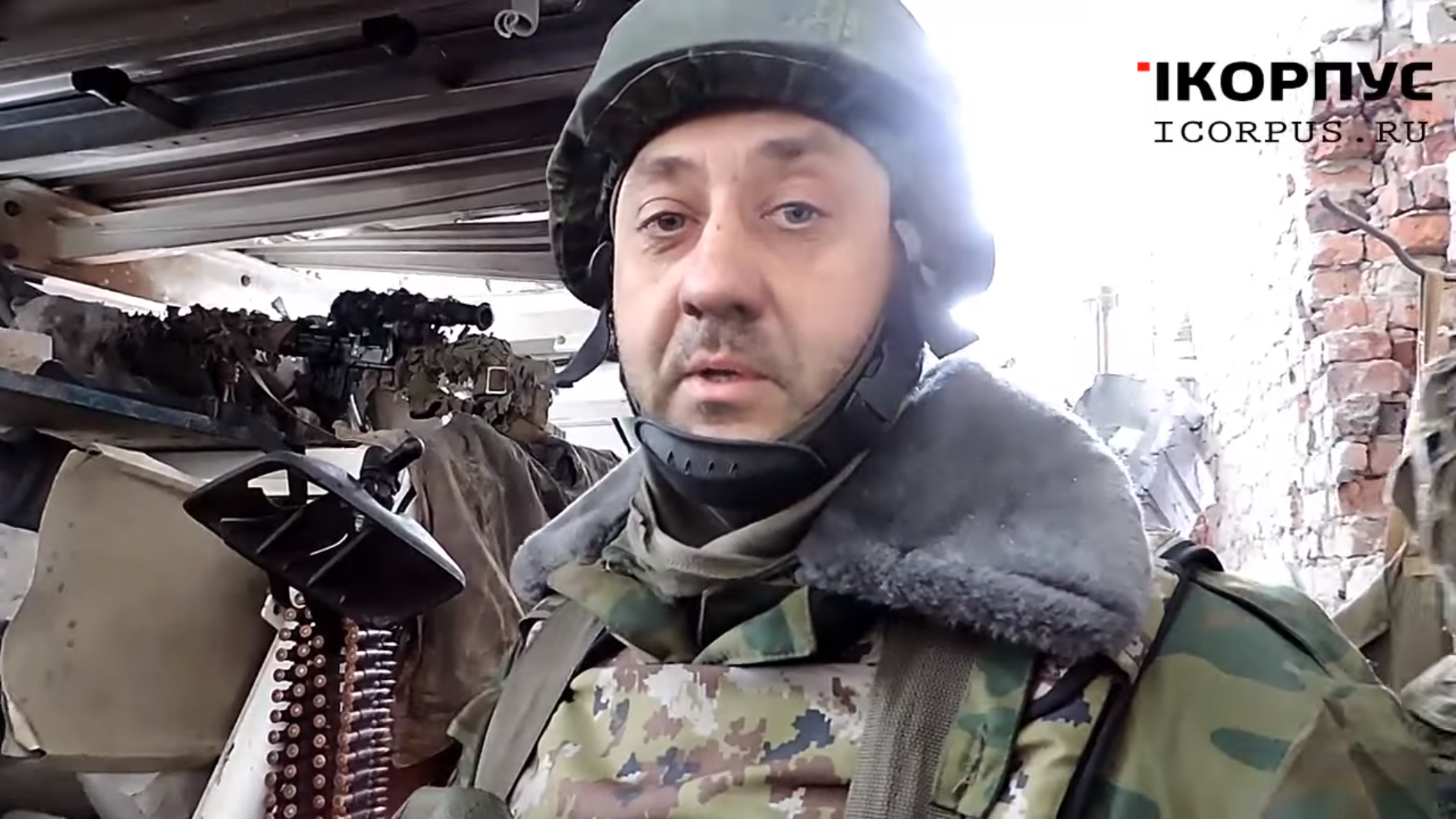
DPRスパルタ大隊の戦闘員、旧ターミナルにて(2014年11月)
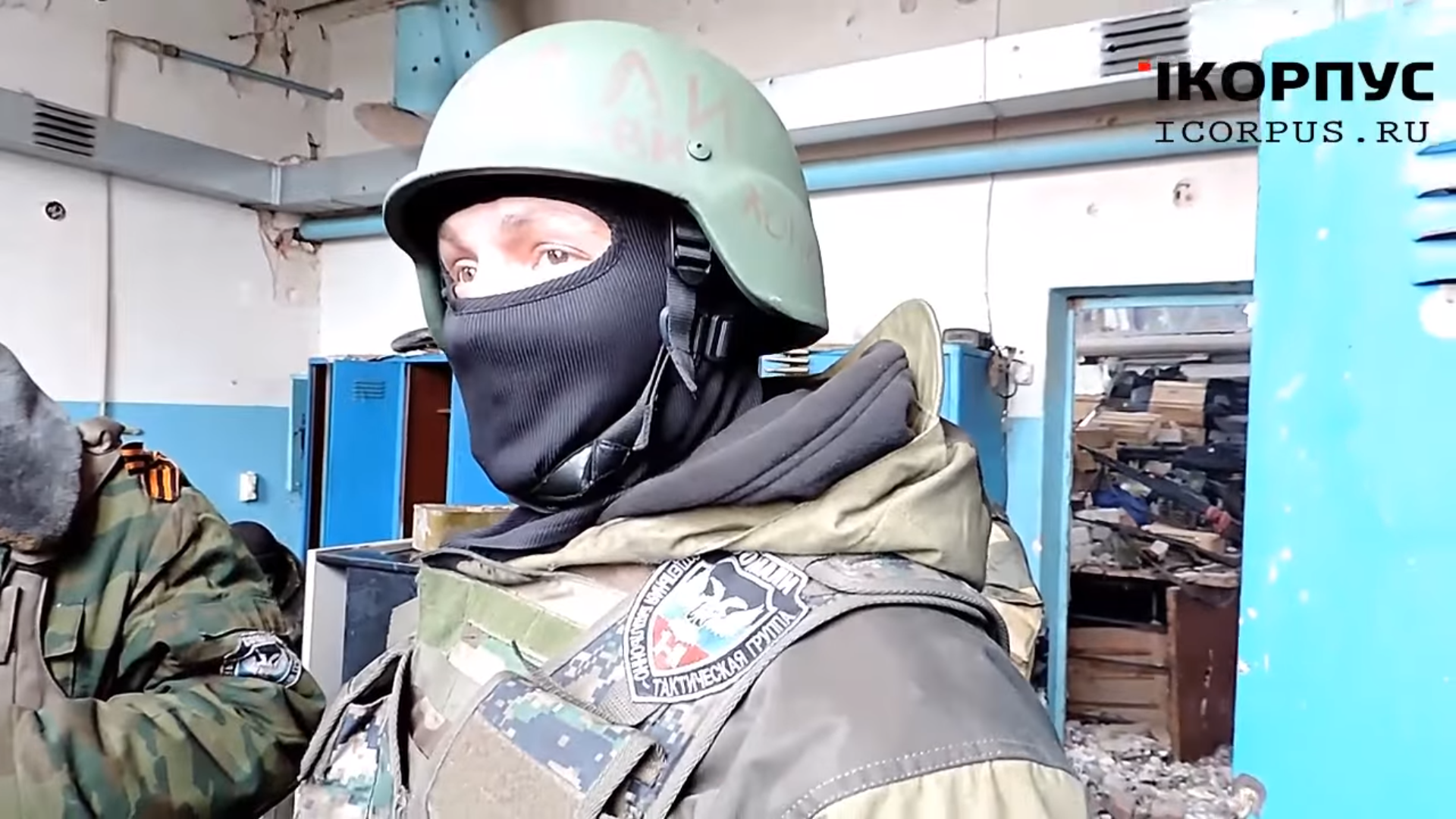
DPRソマリア大隊の戦闘員、旧ターミナルにて(2014年11月)
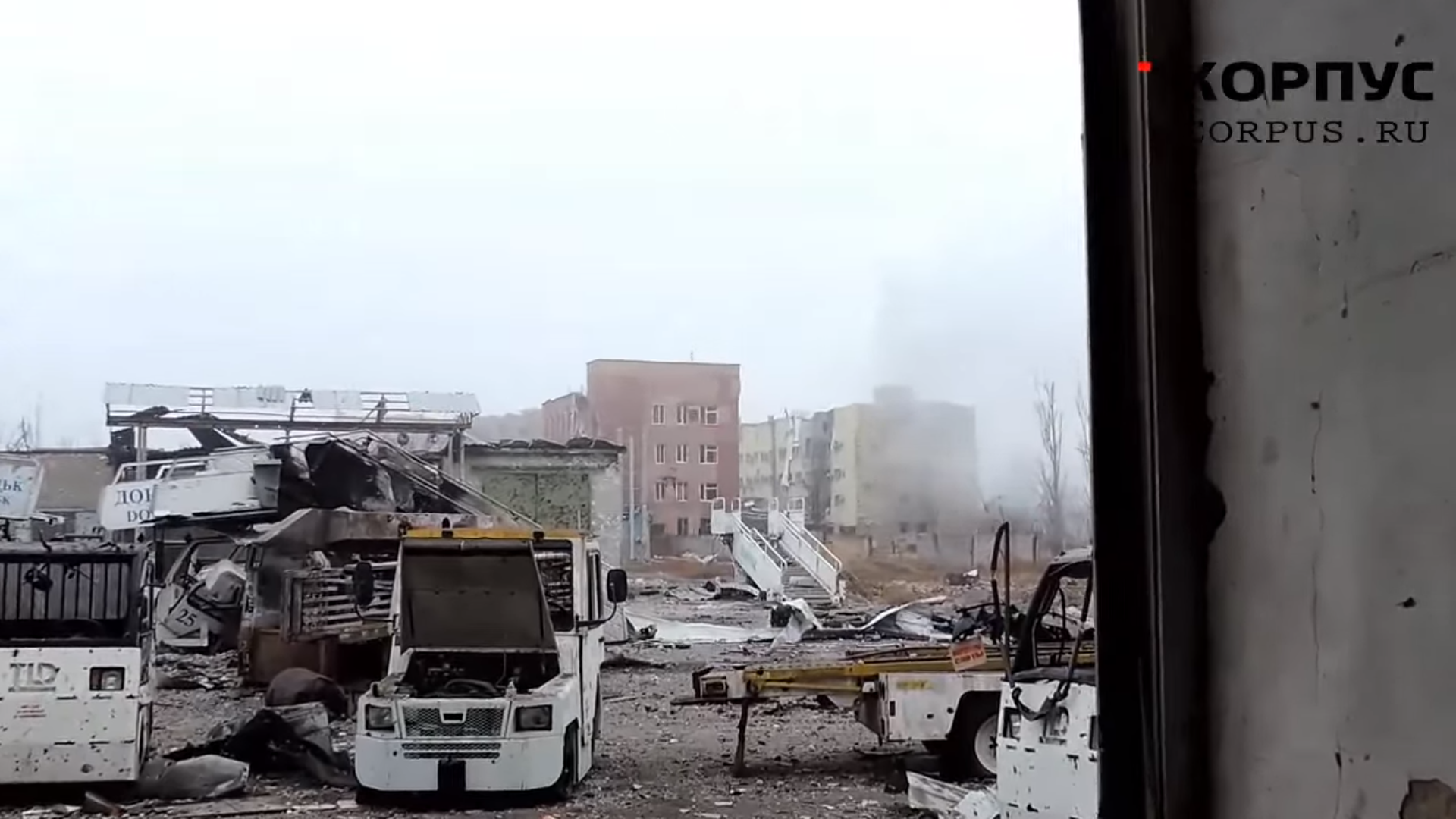
砲迫によって損傷したホテルと廃墟となったドネツク空港(2014年11月)
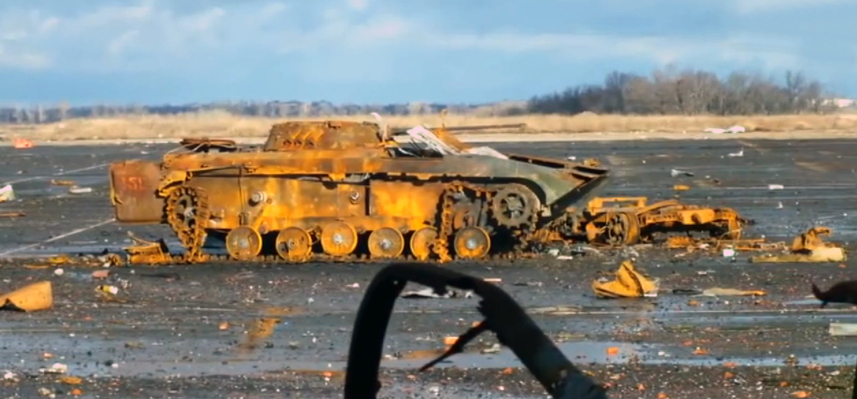
破壊されたウクライナ軍のBMP-2K歩兵戦闘車 (2014年12月)
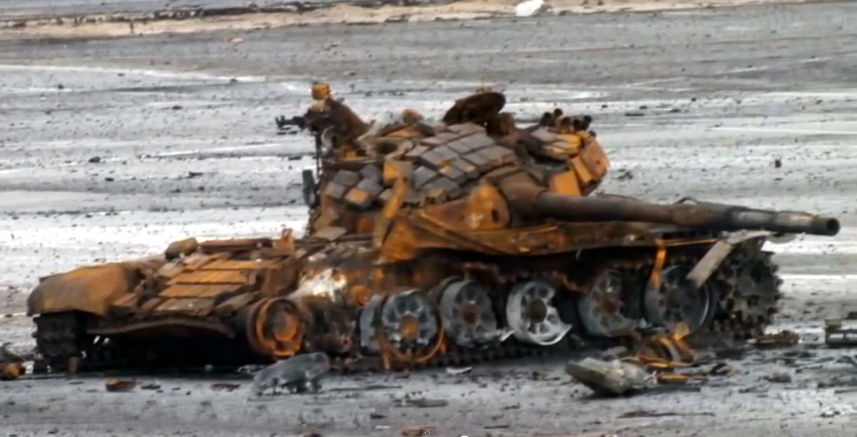
破壊されたドネツク人民共和国軍T-72B1戦車(2014年12月)
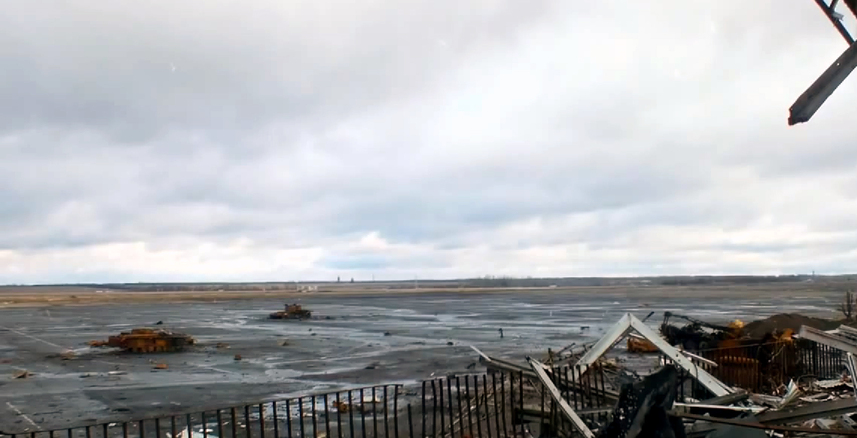
旧ターミナルから見た滑走路(2014年12月)
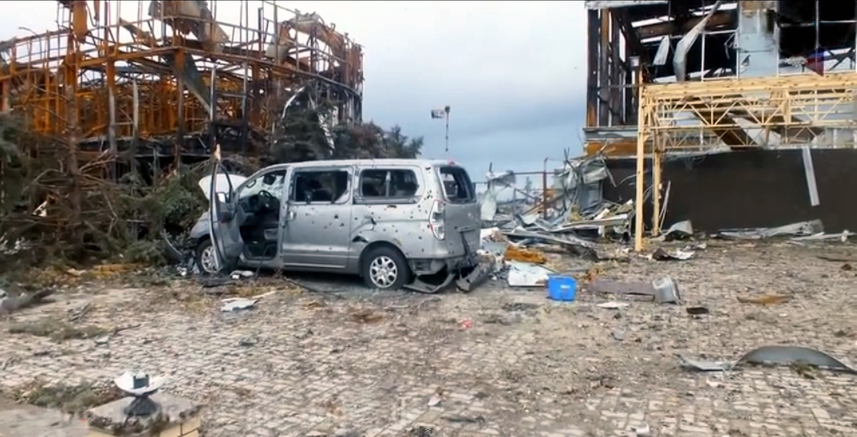
廃墟となったドネツク空港の外部(2014年12月)
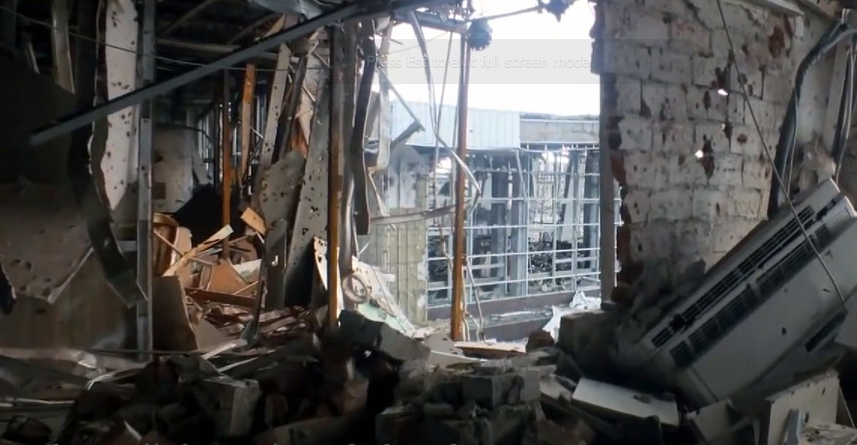
廃墟となったドネツク空港の内部(2014年12月)